# 랙스 랙랜드

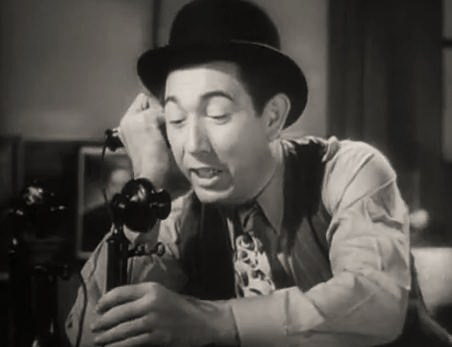

랙스 랙랜드(Rags Ragland, 1905년 8월 23일 ~ 1946년 8월 20일)는 미국의 배우, 연극 배우이다.
루이빌에서 태어났으며 로스앤젤레스에서 사망하였다. 사인은 신장병이다.  켄터키주에 매장되었다.

## 영화
- 닻을 올리고 (1945년)
- 애보트와 코스텔로 (1945년) - 본인 역
- 미트 더 피플 (1944년)
- 걸 크레이지 (1943년)
- 두 베리 워즈 어 레이디 (1943년)
- 파나마 해티 (1942년)